# 校訓

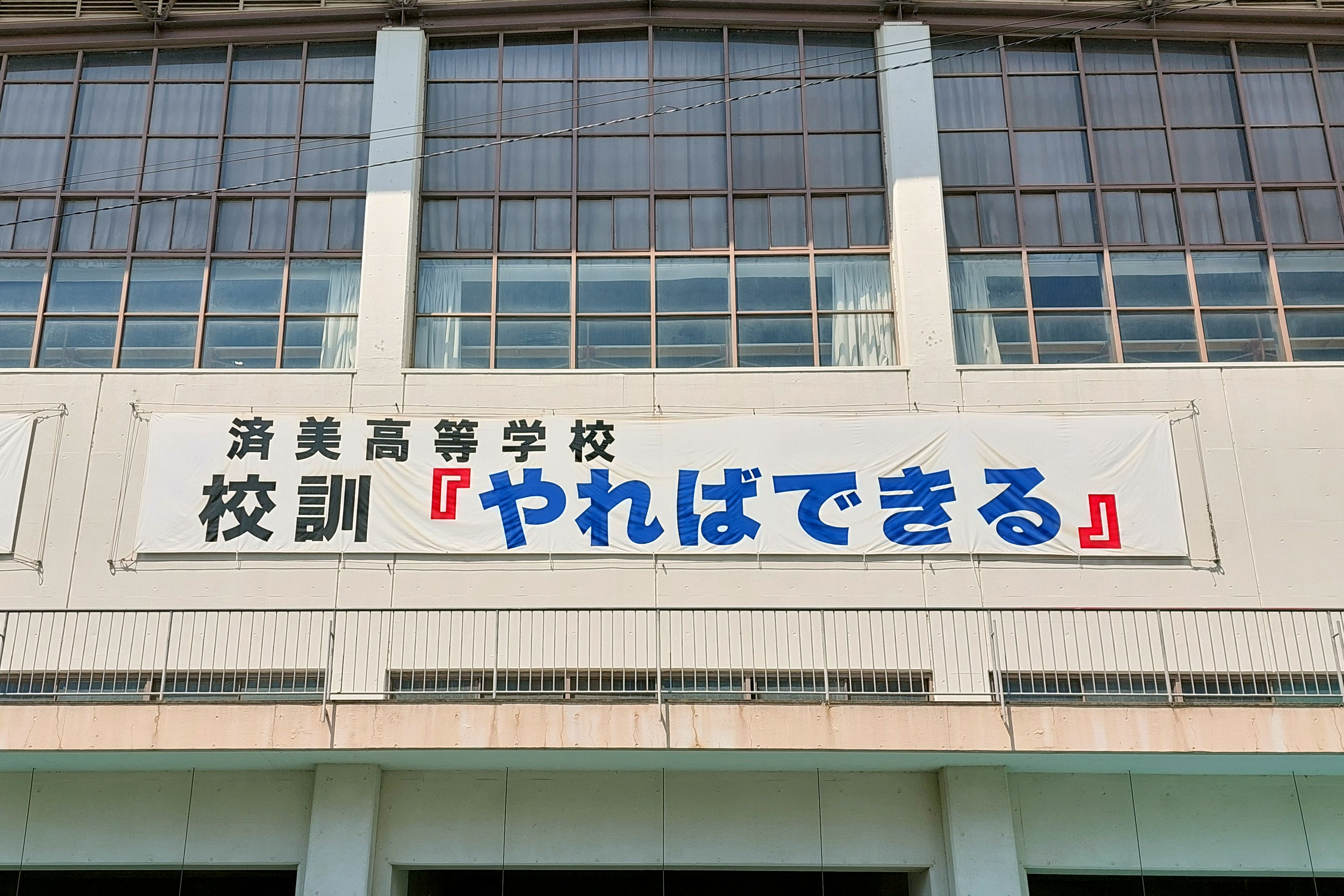
済美高等学校体育館に掲げられた校訓『やればできる』。2004年秋に小泉純一郎総理大臣の国会演説で紹介されて有名になった。

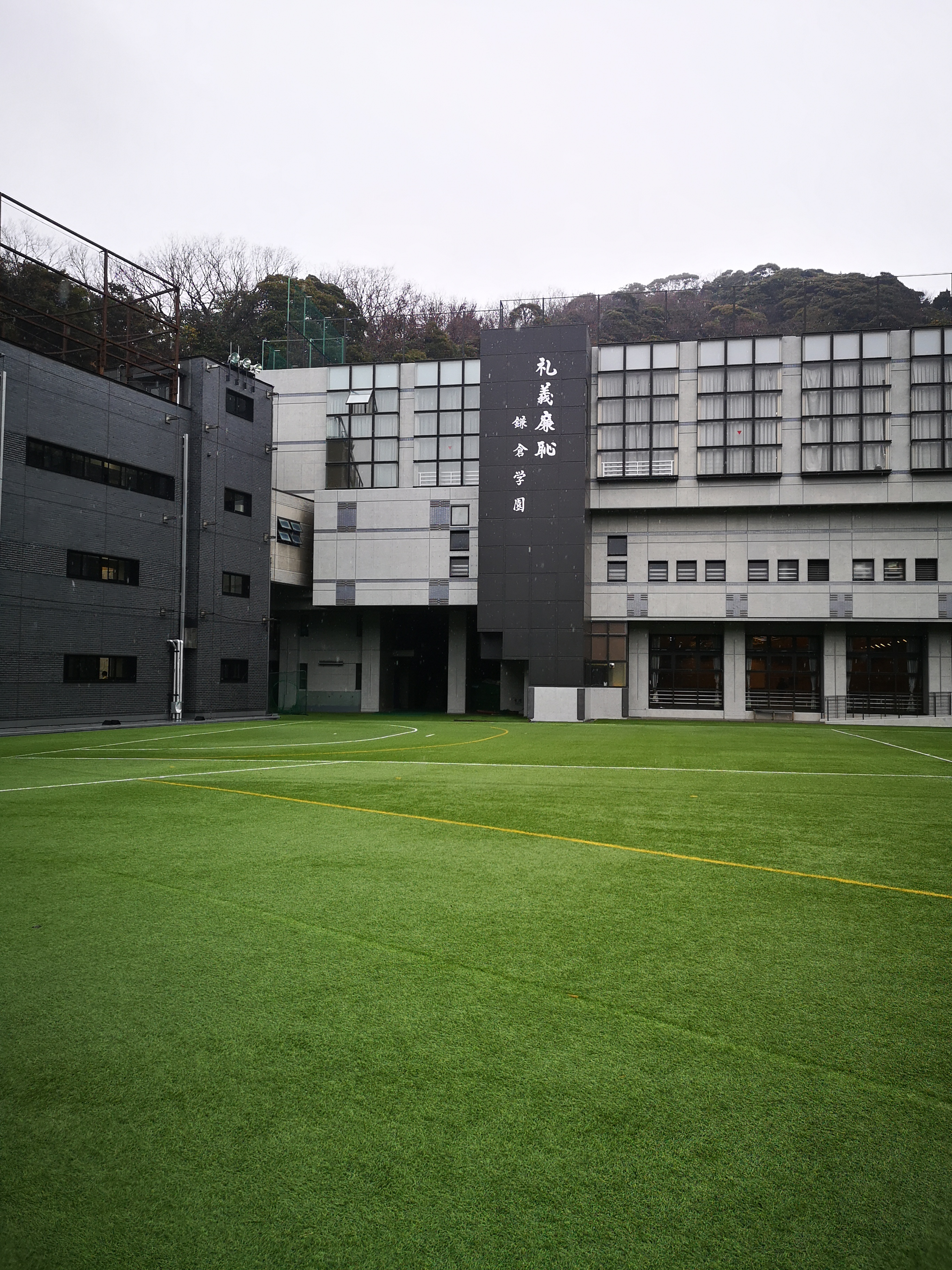
鎌倉学園体育館棟に掲げられた校訓 鎌倉学園の校訓は「礼義廉恥」 である。礼義廉恥は、『「礼」節度を守ること「義」自分を実際以上に見せびらかさないこと「廉」自分の過ちを隠さないこと「恥」他人の悪事に引きずられないこと』という意味である。

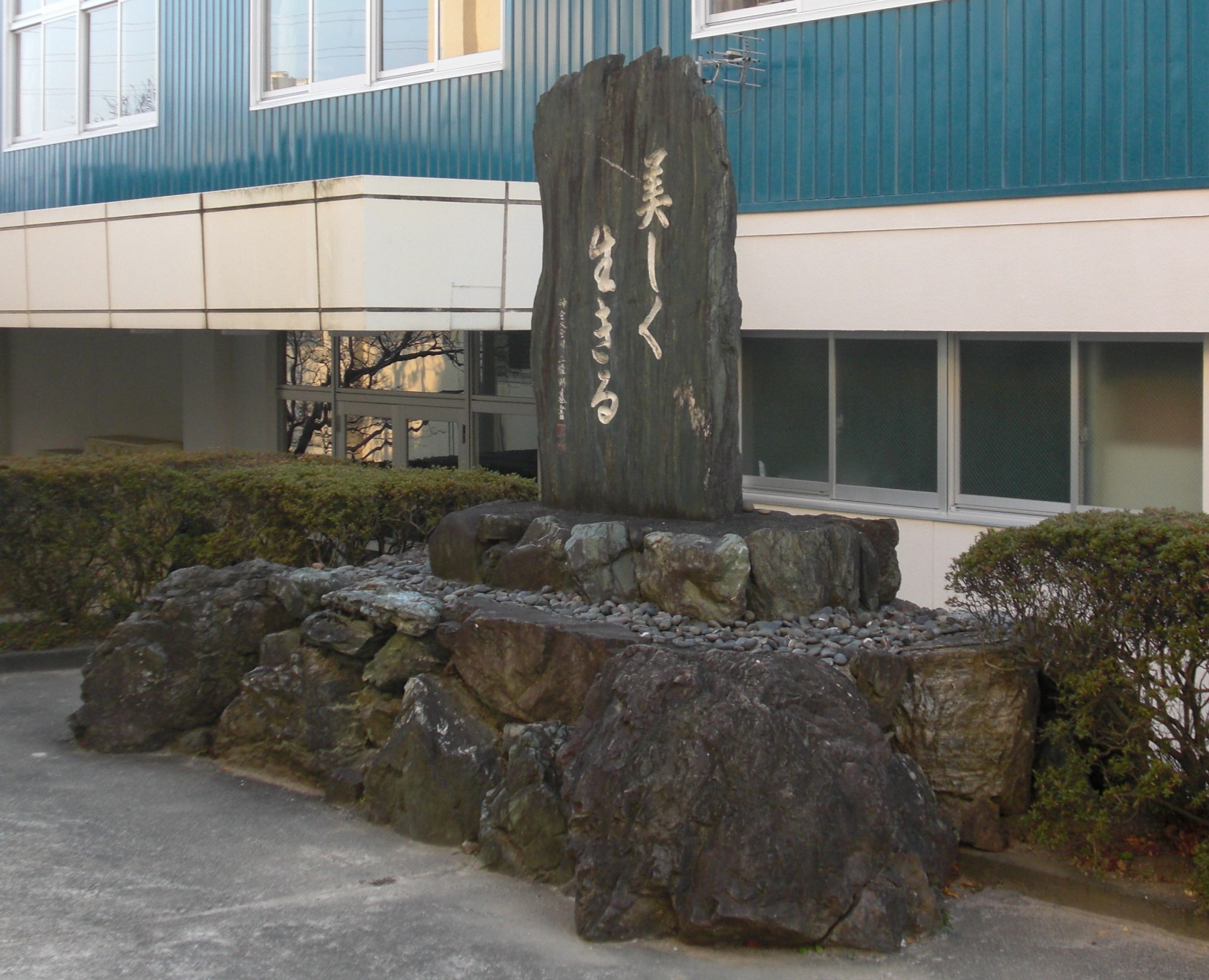
校訓の石碑（三重県伊勢市）
私立伊勢学園高等学校の校訓は「美しく強く生きる」である。。

校訓（こうくん、英語: school precepts, school motto）とは、学校が定めている教育に関する目標や方針などを成文化したものである。学校によっては校訓を制定していないことがあるが、校訓に類する目標やスローガンを定め、学校運営に生かしている場合が多い。

## 概要
組織は必ずと言ってよいほど組織の構成員を一方向に向かわせる象徴的な言葉を持っており、それが会社であれば社訓、家庭であれば家訓となり、学校であれば校訓となる。校訓は通常明文規定であるが、「校訓」という形で明文化されていないものでも校訓とみなすと考える者もいる。明文化されているものは端的に、標語的に表している。校訓には、その学校や学校所在地域の偉人の言葉や初代校長の挨拶（訓示）から引用したものを採用しているものがある。
私立学校では実践目標や学園の合言葉で創立者の理念を表現する場合もある。公立学校でも私立学校のように創立以来の校訓を堅持している場合があるが、そのような学校でも児童・生徒目標などの新要素を付加している場合が多い。
校訓とは、学校の創立当時の新たな理念や意気を反映しているものの1つであり、学校の発展の原動力となるものである。しかしながら、山口友吉は校訓の運用には反省と改善を要し、固定・不変であるべきではないと述べている。校訓には以下のような4つの特徴があると『新版 現代学校教育大事典』では言及されている。
1. 学校関係者が教育に向かう意識を一方向に向け、統一を図る。
2. 端的な表現で児童・生徒への浸透を図る。
3. 学校の核として長期間生かされる。
4. 学校から学級へ下ろされる性質を持つため、浸透性が弱い。

校訓を生かした教育活動を行っている学校もある。例えば、静岡県賀茂郡松崎町にあった松崎町立岩科小学校は、校訓「岩科起て」（いわしなたて）を切り口とした地域の歴史学習を行い、地域住民に向けて調べ学習の成果を発信することで、児童への自信付けを図った。また埼玉県深谷市の埼玉県立深谷商業高等学校は郷土出身の渋沢栄一が来校時に揮毫した「士魂商才」と「至誠」、初代校長が校歌を作詞した折に用いた「質素剛健」の3つの言葉を校訓とし、卒業式などの式典で必ず校訓を盛り込むなど、校訓を学校の精神的支柱とした教育が行われている。

## 歴史
戦前は修身科中心の教育が行われており、教育の3つの作用のうち「訓練」の領域に立脚して校訓が制定されていた。1872年（明治5年）の学制を始め、教育諸法規に示された国家の期待する国民（臣民）像を反映しつつ、創立の精神を表現する場合が多かった。また、教育ニ関スル勅語を根拠とし、恒久的かつ上から下に伝達される背くことを許されない性質を有していた。『敎育百科辭典』では、校歌と表裏一体となるよう整え、形式的ではなく全校一致して校訓の言葉を実践して児童・生徒にその精神が浸透するよう努める必要がある旨を述べている。
一方、戦後は連合国軍最高司令官総司令部（GHQ）の民間情報教育局（CIE）教育課から教育の改正方針が文部省に通達され、さらに都道府県、地方事務所（支庁）等を通して各学校に周知された。校訓に関しても軍国主義に基づくものの改正を求められた。茨城県の場合は1946年（昭和21年）8月8日付けで「校歌・校訓等の調査並に連合国軍最高司令部関係文書の取扱について」を各学校に送り、校訓に関しては校是・綱領・生徒訓・職員信条等とともに全文を報告し、改廃の必要なものを洗い出し、新しく制定したものの報告を求めた。例えば、那珂湊第一国民学校（現在のひたちなか市立那珂湊第一小学校）は校歌・校旗・校章が軍国主義的として廃されたが、校訓「自治 勤労 協和」の廃止はしなかった。また、教育の全体そして児童・生徒の生活全体から校訓が制定されるべきという考え方が生まれた。校訓の性質にも変化が生じ、短期間で変えることができる、民主的なものとなった。これは地域の変化や価値観の多様化を背景としている。今日では教育基本法の前文に立脚した校訓が多く、目標としての位置付けを取る学校が多い。

## 関連諸概念との関係

### 級訓
校訓に類似するものとして級訓（きゅうくん）・学級訓（がっきゅうくん）がある。級訓は校訓を達成するための小目標として、児童・生徒の実情・発達段階に応じて定めるべき、という見解がある。級訓は校訓に比べて短期に変化するものであるが、それは学級担任が級訓を制定するためである。担任が制定するものであるから、級訓も十人十色となってよいはずだが、明石要一が小学校教師220人に対し調査を行ったところ、個性的なものは少なく、「がまん強くやりぬく」・「なかよし」・「がんばる」などが多かった。これは、級訓と相互に影響しあう校訓自体が個性的なものが少ないからである。明石はこうした個性の少ない校訓に対し、独自のスクールカラー（校風）を創造しようという自覚に乏しいと述べている。

### 教育目標
教育目標とは、井沢純の説明によれば、教育法規の精神に則って地域や児童・生徒の実態を考慮して設定される目標である。校訓が指導に立脚したものであるのに対して、教育目標は経営的な発想である。校訓の中には教育目標と混同するようなものもあり、明石要一は例として「学業に励み心身を鍛えよう」・「勤労を重んじ創意を高めよう」を挙げている。また教育目標と校訓の関係は、明示している学校と明示していない学校があり、明示していても、校訓を頂点にピラミッド構造で下に基本目標・重点目標・実行目標を置く学校や、教育目標の中に校訓を位置づける学校など関係性は多様である。

## 校訓の例
- 至誠[4][21]
- 質実剛健[4][21]
- 敬天愛人[21]
- 真善美[21]
- 文武両道
- 切磋琢磨
- 正義
- 奉仕
- 怒るな働け - 学校法人嘉悦学園【嘉悦大学】[22]
- 君の心に聴け - 茨城県立佐和高等学校）：英訳はThe truth is always in your mind.と定めている[23]。
- 五時下校
- Pro Deo et Patria（神と国とのために） - 立教大学